# Фатьма-султан (дочь Мурада III)
Фатьма́-султа́н (тур. Fatma Sultan), также Фатыма́-султа́н (тур. Fatıma Sultan; до 1565, Маниса — после 1603, Стамбул) — вторая дочь османского султана Мурада III от Сафие-султан, старшая сестра султана Мехмеда III. Фатьма была замужем за каптан-ы дерьёй Халилем-пашой, их пышную свадьбу подробно описал в своей книге «История Селаники» Селаники Мустафа-эфенди. Единственный ребёнок Фатьмы-султан умер в раннем детстве.

## Биография
Фатьма-султан родилась в Манисе, где её отец будущий султан Мурад III служил санджакбеем. Матерью её была любимая наложница Мурада Сафие-султан. Точная дата рождения Фатьмы неизвестна, однако турецкий историк Недждет Сакаоглу полагал, что она была второй дочерью Мурада и старшей сестрой будущего султана Мехмеда III, родившегося в мае 1566 года, из чего он сделал вывод, что Фатьма должна была родиться в 1565 году или раньше.
6 или 8 декабря 1593 года Фатьма-султан была выдана замуж за каптан-ы дерью Халиля-пашу, который по происхождению был итальянцем, представителем рода Паджи из Анконы, или боснийцем, обучался в Эндеруне и последовательно занимал ряд государственных должностей. Турецкий историк Чагатай Улучай писал, что причиной этого брака было плохое здоровье отца Фатьмы: Халиль-паша был сторонником Сафие-султан и, в случае скорой кончины Мурада III, в качестве зятя мог поддержать её и её сына Мехмеда III. Никях был проведён лично шейх-уль-исламом Садеддином-эфенди, калым составил 300 тысяч золотых.
Пышные свадебные торжества, длившиеся неделю, подробно описаны Селаники Мустафой-эфенди в его труде «История Селаники» под заголовком «Воссоединение визиря Халиля-паши Хазретлери и целомудренной Султан Хазретлери и свадебное собрание»: на время свадьбы были прекращены заседания дивана, приданое Фатьмы было подготовлено во дворце Топкапы, а большая часть необходимого для свадьбы перевозилась в Старый дворец, поскольку по традиции церемониальный выход невесты происходил именно оттуда; обитатели султанского дворца также на время переезжали в Старый дворец, где в течение недели шли торжества. Селаники отмечал: «На седьмой день свадьбы прибыл султан Мурад III и остальные чиновники, они пили, ели и развлекались. Визири и другие приглашённые дарили драгоценности, украшения и дорогие ткани. Были доставлены также угощения и сладости в сахаре. Уважаемый свидетель вручил Мехмеду-паше и почтенным служащим халаты, а другим чиновникам вручил ткани на исподнее. Обряд никаха провели в Старом дворце 12 раби аль-авваля».
После никаха на протяжении трёх дней во дворец к Халилю-паше свозили на вьючных животных приданое Фатьмы, уложенное в 100 мешков, а также принадлежавших ранее Айше-султан 100 рабынь и 40 евнухов. Чтобы обеспечить проезд этой процессии, жителям столицы раздали 180 тысяч акче. За два дня и за день до переезда невесты во дворец мужа были устроены приёмы для богословов и высших государственных чиновников соответственно. В последний день пиршеств сипахи устроили военные постановки, мастера-матракчи — бои на матраках, также демонстрировались тренировки, ловкость и мастерство в различных боевых искусствах, музыканты и певцы давали концерты в Ираке и Хиджазе. После каждого из приёмов подавали шербет и читали Коран, совершались общие молитвы. Селаники указывает подробности шествия невесты: «По традициям Сур-и Хюмаюн [султанских торжеств] гостям раздавали сахарные фигурки слонов, львов, лошадей, верблюдов, жирафов, разнообразных птиц, фруктов, подавая их на большом серебряном подносе или в корзинах. Чиновники на лошадях в сопровождении военного оркестра… направились в Старый дворец». Султан Мурад III наблюдал за шествием из ложи, расположенной в угловой башне Сарай-и Амире дворца Топкапы, располагавшейся напротив фонтана Касымпаша. Государственные чиновники вывели Фатьму-султан из Старого дворца в фате из красного атласа на лошади, седло которой было украшено драгоценными камнями, рядом вели запасную лошадь; по обе стороны от Фатьмы шли аги и евнухи, во главе процессии несли два украшенных дерева, похожих на минареты. Селаники отмечал, что шествие жители столицы наблюдали с огромным восторгом.
Османист Энтони Олдерсон, ссылаясь на донесение венецианского посланника Марко Веньера, отмечал, что брак был настолько счастливым, что Фатьма не желала надолго отпускать от себя мужа. Единственным ребёнком супругов стал Султанзаде Махмуд-бей, умерший в раннем детстве в 1598 году. Халиль-паша скончался в конце 1603 года.
Османский историк Сюрея Мехмед-бей писал, что в 1601 году Фатьма-султан вышла замуж за визиря Джафера-пашу (умер в 1609 году), однако и Олдерсон, и Сакаоглу отмечали, что дата неверна, поскольку первый муж султанши скончался только два года спустя, и выйти за Джафера она могла только после 1603 года. В то же время, Улучай писал, что брака с Джафером не было: Эвлия Челеби отмечал, что на надгробии Фатьмы она указана только как жена Халиля-паши.
Дата смерти Фатьмы-султан неизвестна, однако известно, что похоронена она была в мавзолее отца при мечети Ая Софья.